# 车仁乡
车仁乡（藏語：ཁྲ་རིང་），是中华人民共和国西藏自治区日喀则市江孜县下辖的一个乡镇级行政单位。

## 行政区划
车仁乡下辖以下地区：
热定村、吉瓦村、扎西林村、伦巴村、加麦村、加堆村、车仁村和玉西村。